# VR Bank Weimar
Die VR Bank Weimar eG ist eine deutsche Genossenschaftsbank mit Sitz in der thüringischen kreisfreien Stadt Weimar.

## Geschichte
Die VR Bank Weimar eG hat mehrere Wurzeln. Bereits 1871 wurde die Raiffeisenkasse eGmbH Weimar-Oberweimar gegründet. Im Jahre 2002 fusionierte die VR Bank Weimar eG zuletzt mit der Volksbank Raiffeisenbank Apolda eG mit dem Sitz in Apolda.
Die Volksbank Raiffeisenbank Apolda eG entstand im Jahr 1999 durch die Fusion der Raiffeisenbank Apolda e.G. mit der Volksbank Apolda e.G. (beide mit Sitz in Apolda). Zuvor fusionierten im Jahr 1998 die Raiffeisenbank Weimar eG. und die Volksbank Weimar e.G. (beide mit Sitz in Weimar) zur VR Bank Weimar eG.

## Rechtsverhältnisse
Die VR Bank Weimar eG ist im Genossenschaftsregister beim Amtsgericht Jena unter GnR 100082 eingetragen.

## Organisationsstruktur
Rechtsgrundlagen sind das Genossenschaftsgesetz und die durch die Generalversammlung beschlossene Satzung. Organe der Bank sind der Vorstand, der Aufsichtsrat und die Generalversammlung.

## Sicherungseinrichtung
Die VR Bank Weimar eG ist der amtlich anerkannten Sicherungseinrichtung des Bundesverbandes der Deutschen Volksbanken und Raiffeisenbanken GmbH und der zusätzlichen freiwilligen Sicherungseinrichtung des Bundesverbandes der Deutschen Volksbanken und Raiffeisenbanken e.V. angeschlossen.

## Geschäftsausrichtung
Die VR Bank Weimar eG betreibt das Universalbankgeschäft. Im Verbundgeschäft arbeitet sie mit der DZ Bank, R+V Versicherung, Bausparkasse Schwäbisch Hall, Teambank, VR Leasing, DZ Hyp und der Union Investment zusammen.

## Geschäftsgebiet
Das Geschäftsgebiet liegt innerhalb von Weimar und im Landkreis Weimarer Land.
An diesen Orten betreibt die Bank personenbesetzte Filialen:
- Weimar (Hauptstelle, jur. Sitze)
- Magdala (Geschäftsstelle)
- Mellingen (Geschäftsstelle)
- Blankenhain (Geschäftsstelle)
- Berlstedt (Geschäftsstelle)
- Bad Berka (Geschäftsstelle)
- Kranichfeld (Geschäftsstelle)
- Apolda (Geschäftsstelle)